# Liste des universités aux États-Unis
 (octobre 2015).

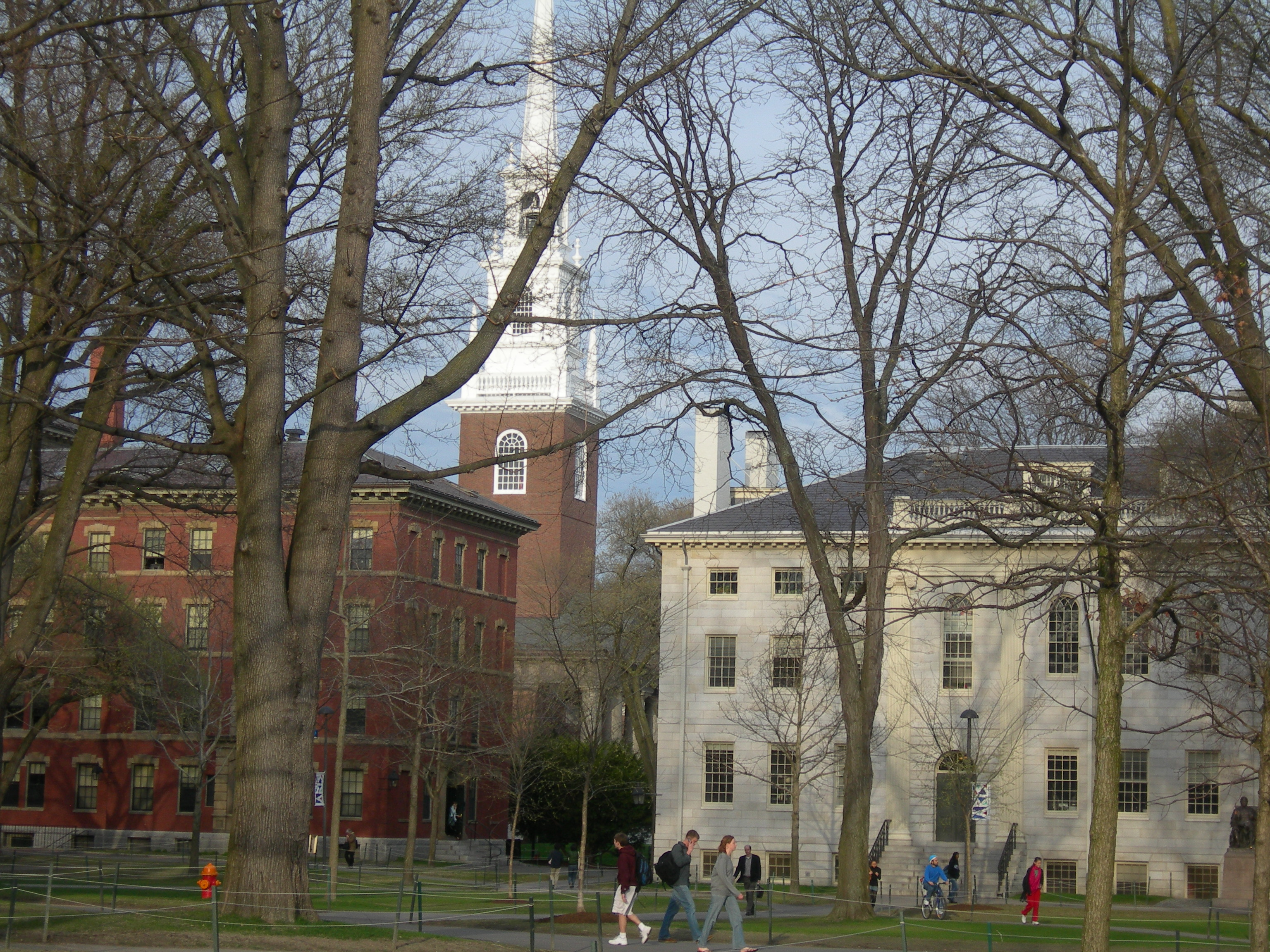
Harvard Yard à Cambridge, Massachusetts

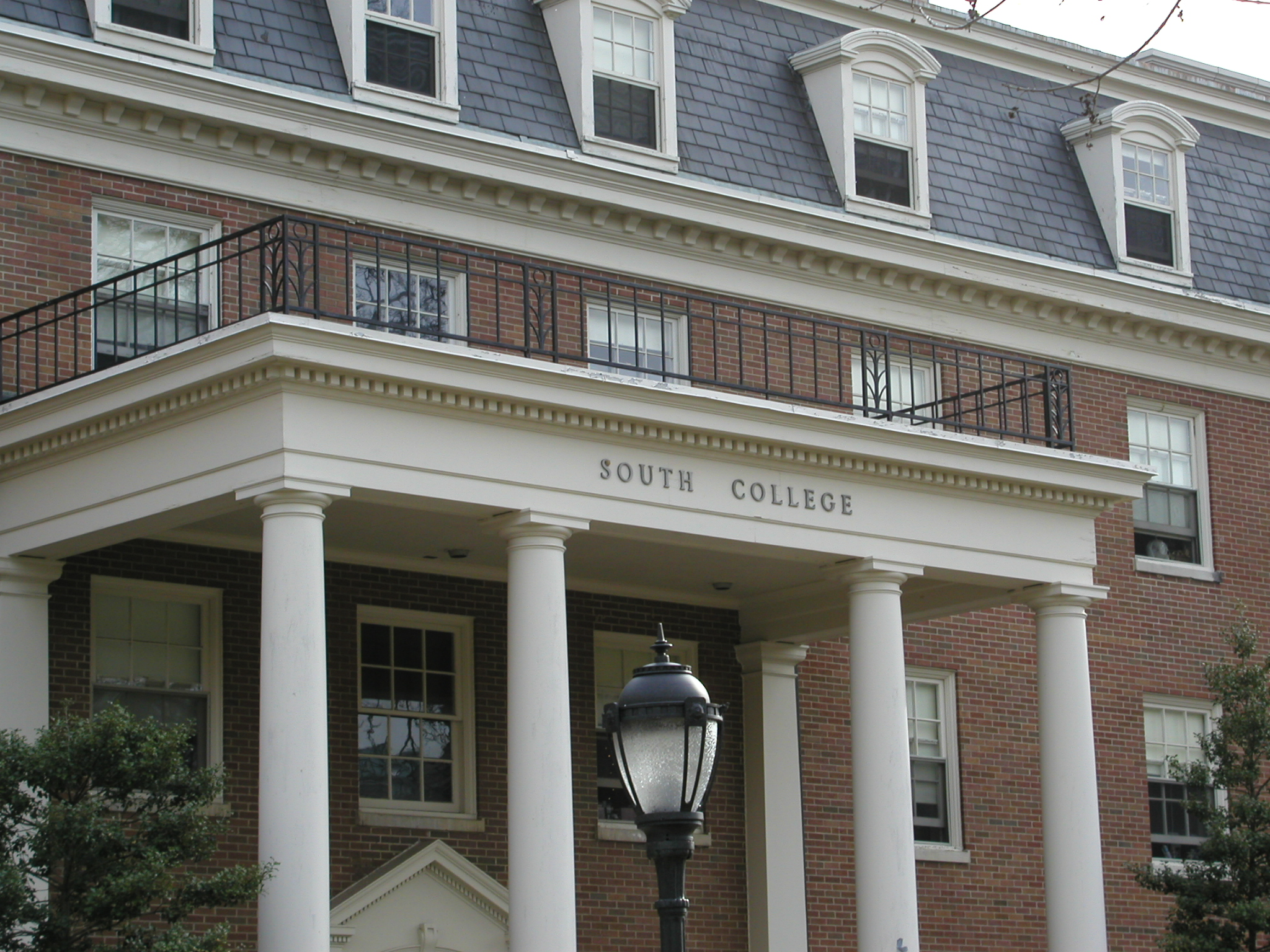
Lafayette College, Easton, Pennsylvanie

Une étude de l'université de Shanghai établissant le classement des 500 meilleures universités du monde en 2004, d'après le nombre de prix Nobel obtenus et la quantité d'articles publiés, en anglais, dans les revues académiques, place 17 universités américaines dans les 20 premières, Harvard figurant en première position.

## Liste des universités publiques américaines

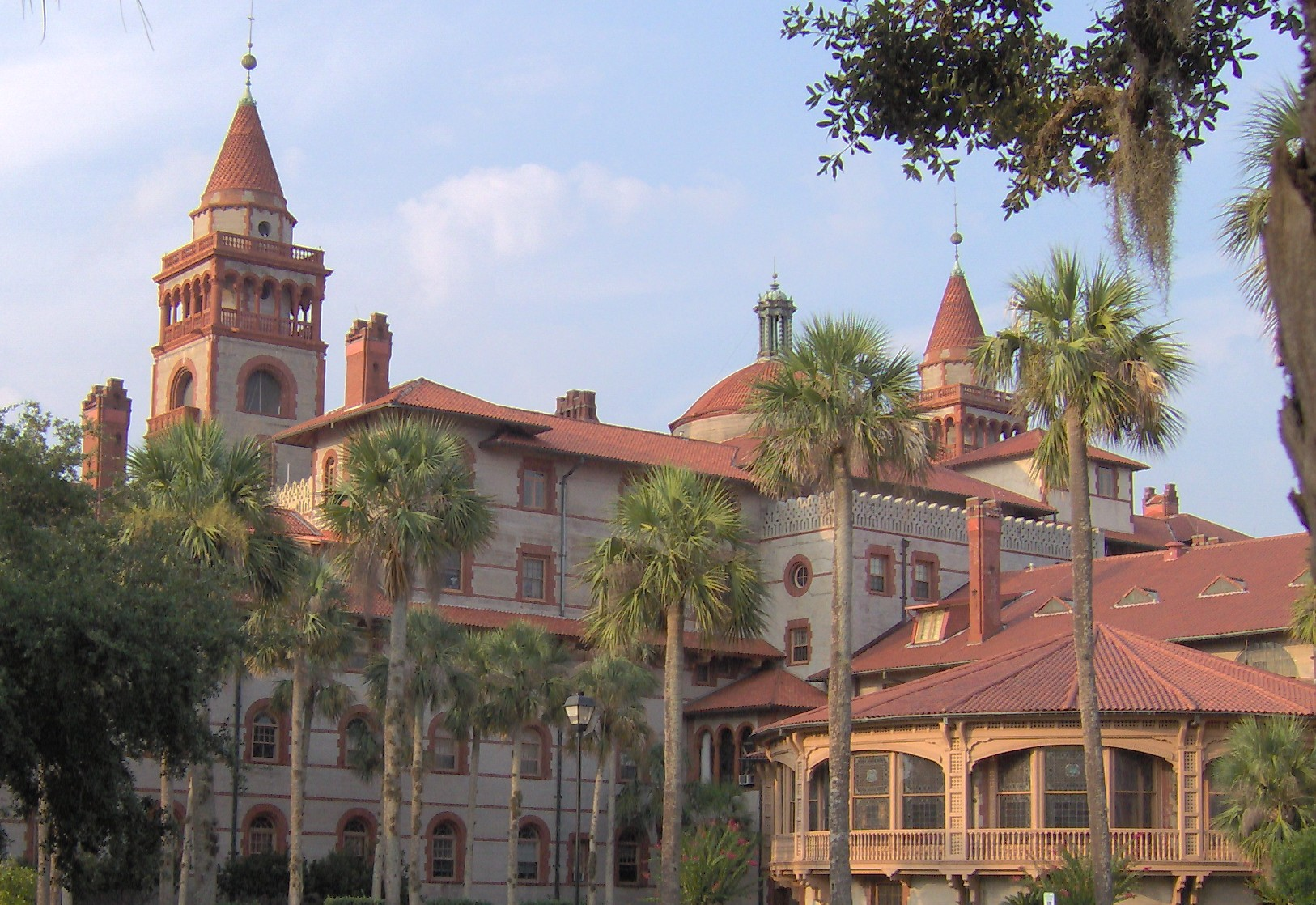
Flagler College, St. Augustine, Floride.

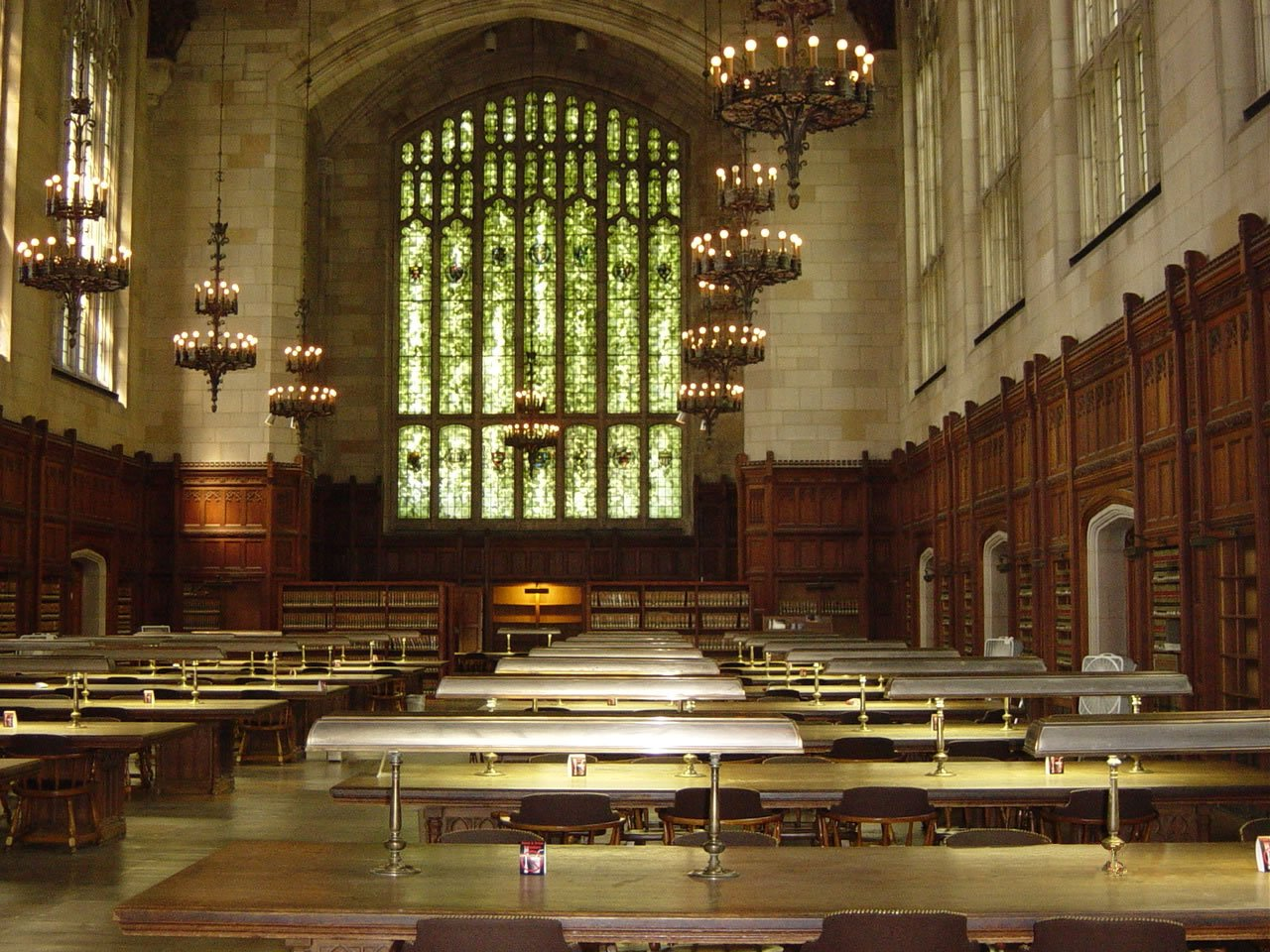
Université du Michigan, bibliothèque de droit.

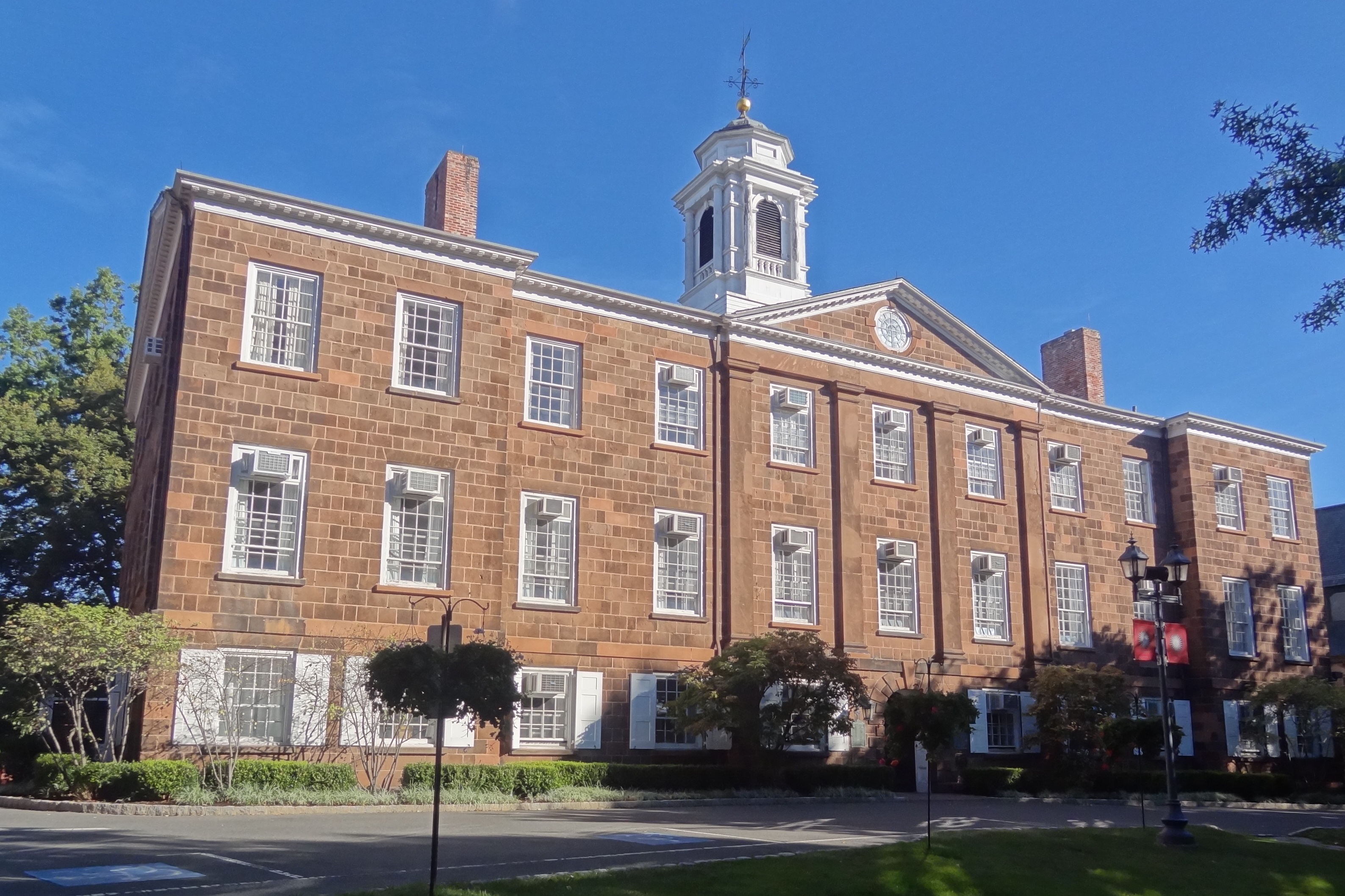
Université Rutgers, New Jersey.

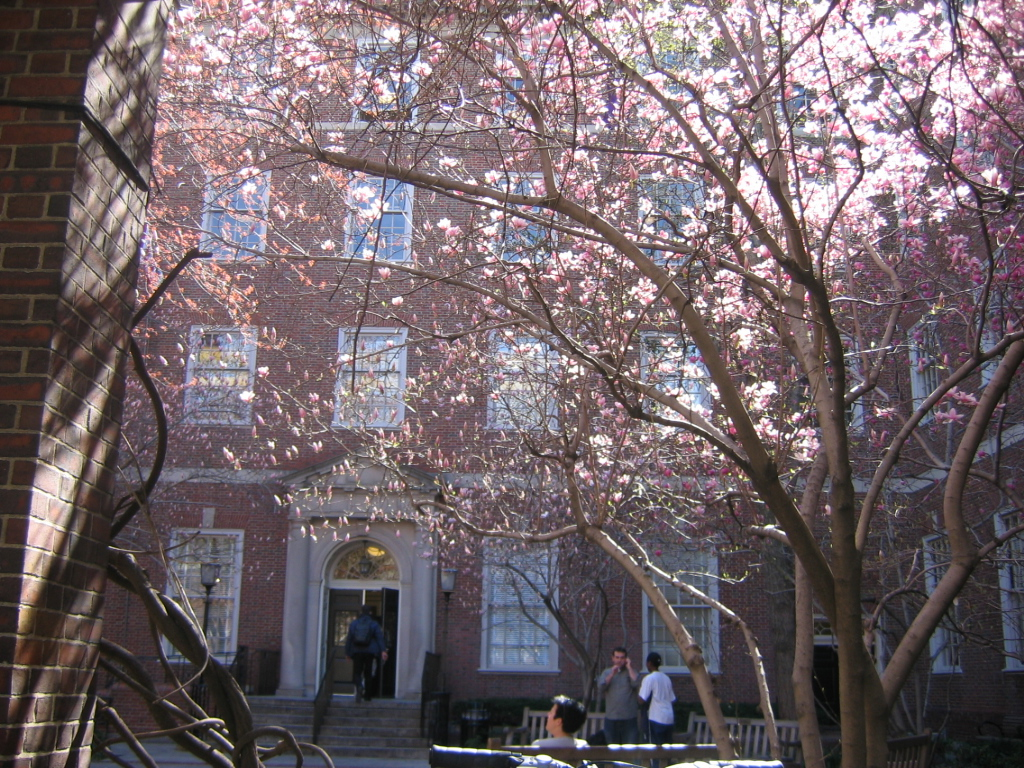
New York University, école de droit, Manhattan.

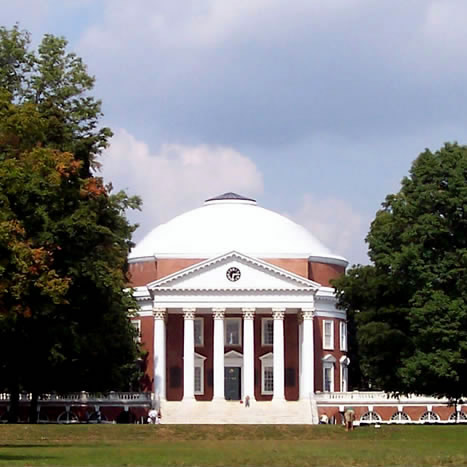
Université de Virginie

En règle générale, chaque État possède au moins deux universités publiques, appelées « université de [Nom de l'État] » (University of [Nom de l'État]) et « université d'État du [Nom de l'État] », la première étant parfois plus prestigieuse que la seconde. Par exemple, en Californie, les deux grandes universités publiques sont l'université de Californie (University of California), très sélective, et l'université d'État de Californie (California State University), un peu moins réputée.
Certaines de ces universités sont divisées en plusieurs campus, plus ou moins indépendants.
Alaska
Université d'Alaska  (dont les campus de Fairbanks, d'Anchorage, et de Juneau)
Alabama
Université de l'Alabama (3 campus indépendants, le siège étant à Tuscaloosa)
Université de l'Alabama à Birmingham – Birmingham
Université de l'Alabama à Huntsville – Huntsville
Université d'Auburn (2 campus, le siège étant à Auburn)
Université de Troy - Troy
Université du Sud de l'Alabama - Mobile
Arkansas
Université de l'Arkansas - Fayetteville

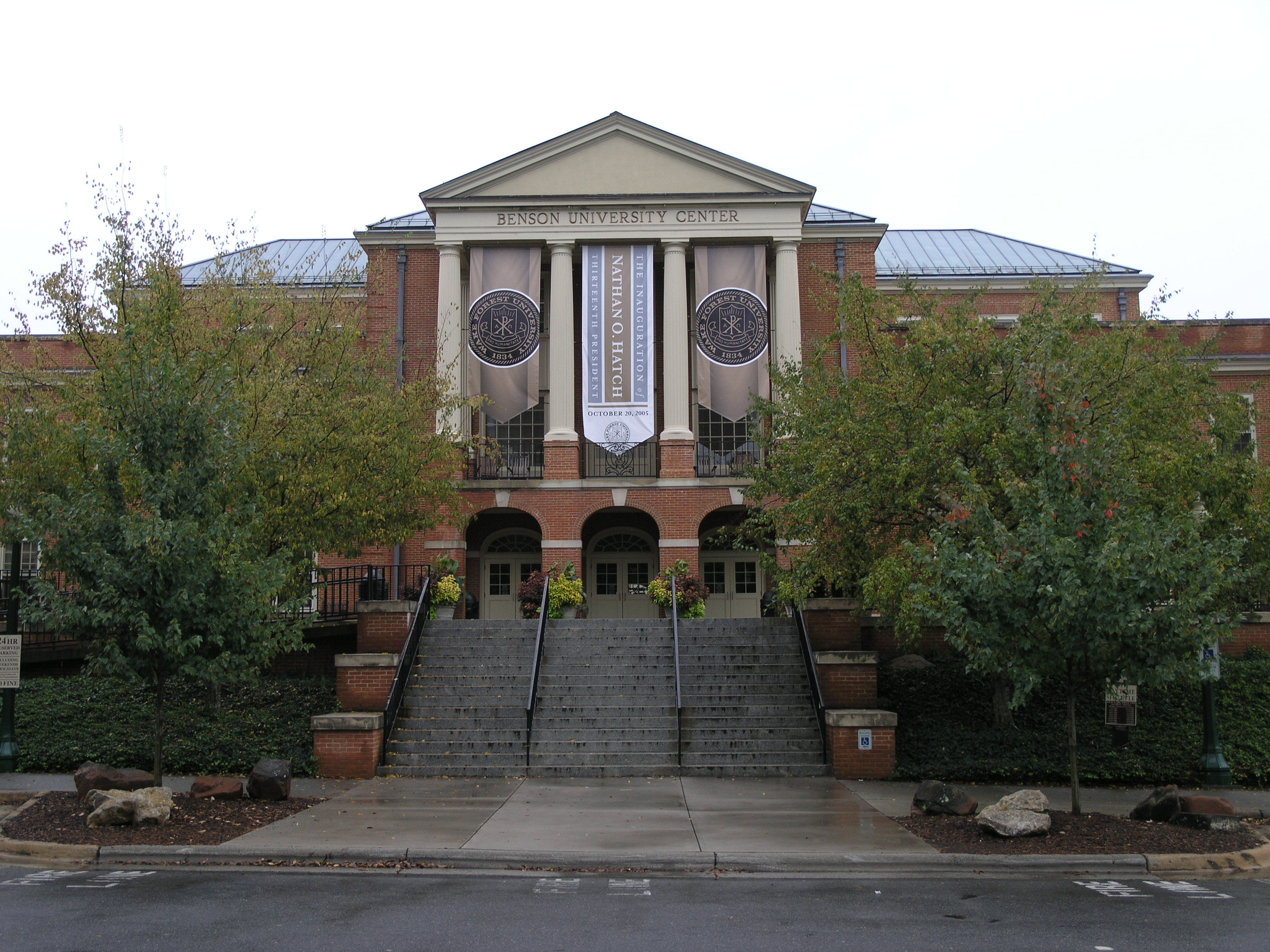
Wake Forest Center, Caroline du Nord.

Université de l'Arkansas à Little Rock - Little Rock
Université de l'Arkansas à Pine Bluff - Pine Bluff (HBCU)
Université d'État de l'Arkansas - Jonesboro
Université du centre de l'Arkansas - Conway
Arizona
Université de l'Arizona - Tucson
Université d'État de l'Arizona - Tempe
Université du Nord de l'Arizona – Flagstaff
Californie
Université de Californie (10 campus, les plus connus étant ceux de Berkeley, aussi appelé Cal, et de Los Angeles, aussi appelé UCLA)
Université d'État de Californie (23 campus publics)
Caroline du Nord
Université de Caroline du Nord (6 campus, le siège étant à Chapel Hill)
Université de Caroline du Nord à Wilmington – Wilmington
Université d'État de Caroline du Nord - Raleigh
Université d'État des Appalaches - Boone
Université de l'Est de la Caroline - Greenville
Université du centre de la Caroline du Nord - Durham (HBCU)
Caroline du Sud
Université de Caroline du Sud - (4 campus, le siège étant à Columbia)
Université de Clemson - Clemson
Colorado
Université du Colorado - (3 campus, le siège étant à Boulder)
Université d'État du Colorado - (2 campus, le siège étant à Fort Collins)
Université du Nord du Colorado - (Greeley)
Connecticut
Université du Connecticut - Storrs
Dakota du NordUniversité du Dakota du Nord - Grand Forks
Université d'État du Dakota du Nord (dit NDSU) - Fargo

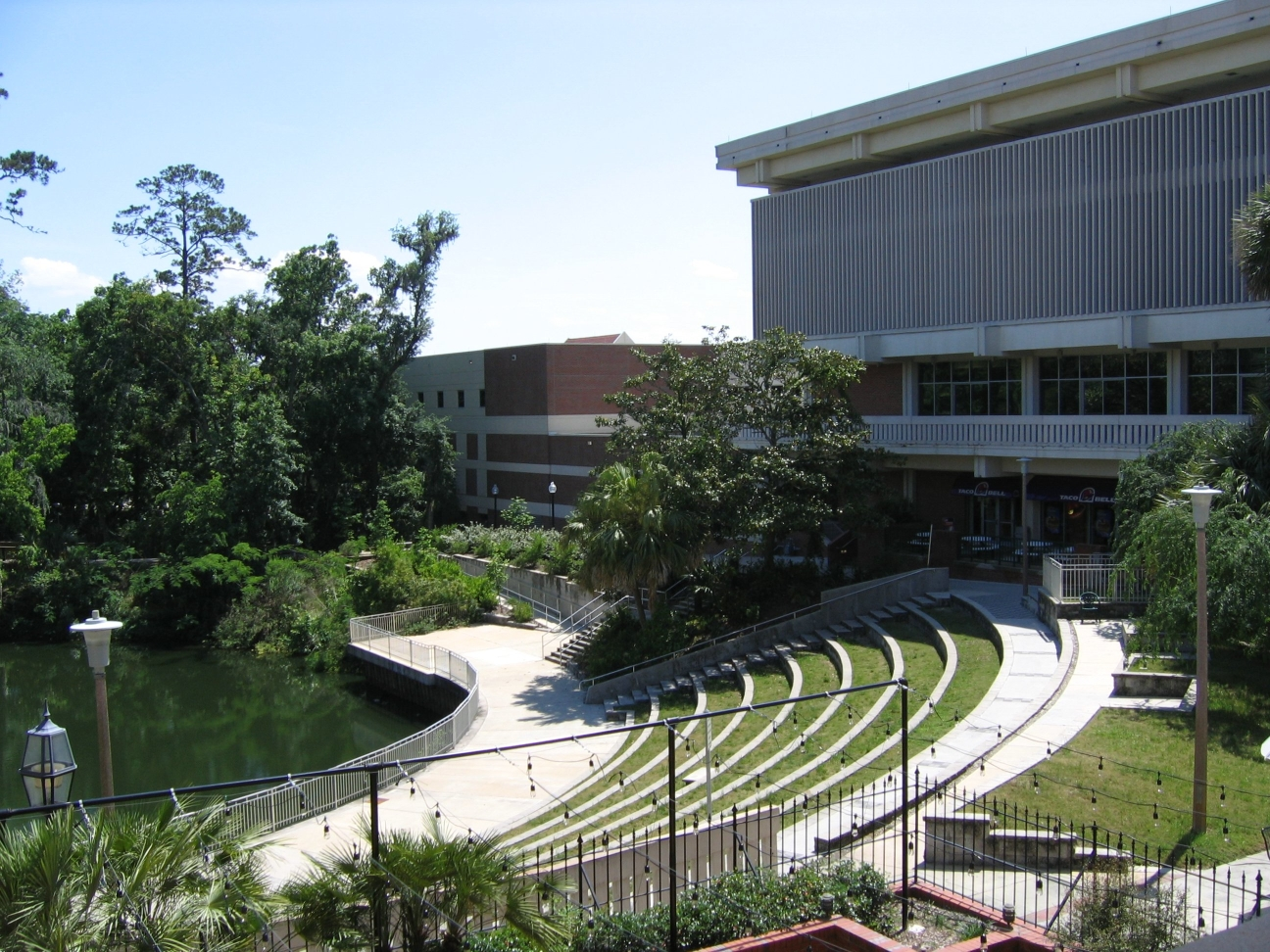
Université de Floride, Reitz Union.

Delaware
Université du Delaware - Newark
Floride
Université de Floride - Gainesville
Université du Centre de la Floride - Orlando
Université A&M de Floride - Tallahassee (HBCU)
Université Atlantique de Floride – Boca Raton
Université internationale de Floride - Miami
Université d'État de Floride - Tallahassee
Université du Nord de la Floride - Jacksonville
Université du Sud de la Floride - Tampa
Géorgie
Université de Géorgie - Athens
Université d'État de Géorgie - Atlanta
Institut de Technologie de Géorgie, dit « Georgia Tech » - Atlanta
Université d'État de Savannah - Savannah (HBCU)
Université du Sud de la Géorgie - dans le comté de Bulloch
Hawaï
Université d'Hawaï - (3 campus, le siège étant à Mānoa, Honolulu)
Idaho
Université de l'Idaho - Moscow
Université d'État de Boise - Boise
Université d'État de l'Idaho – Pocatello
Illinois

Panorama de l'UIUC, à Urbana (Illinois).

Université de l'Illinois - (3 campus, le siège étant à Urbana-Champaign)
Université de l'Illinois à Chicago – Chicago
Université de l'Illinois à Springfield – Springfield
Université d'État de l'Illinois – Normal
Université du Nord de l'Illinois – DeKalb
Indiana
Université de l'Indiana - (9 campus, le siège étant à Bloomington)
Université Purdue - West Lafayette
Iowa
Université de l'Iowa - Iowa City
Université d'État de l'Iowa - Ames (Iowa)
Université du Nord de l'Iowa – Cedar Falls
Kansas
Université du Kansas - Lawrence

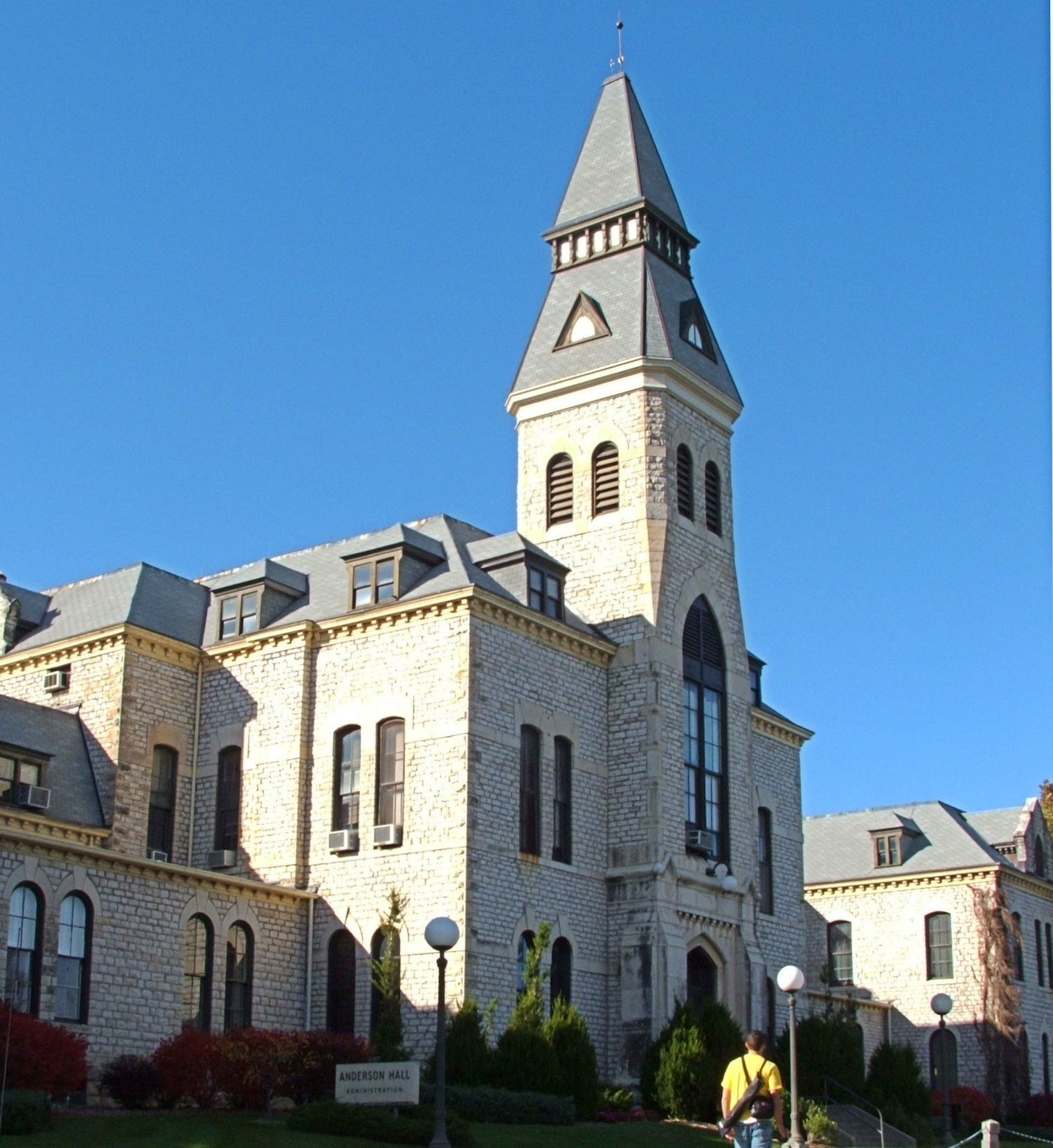
Université d'État du Kansas.

Université d'État du Kansas - Manhattan
Kentucky
Université du Kentucky - Lexington
Université de Louisville – Louisville
Université de l'Est du Kentucky – Richmond
Université d'État du Kentucky – Frankfort (HBCU)
Université d'État de Morehead – Morehead
Université d'État de Murray – Murray
Université du Nord du Kentucky (en) – Highland Heights (banlieue de Cincinnati)
Université de l'Ouest du Kentucky – Bowling Green
Louisiane
Université de Louisiane à Lafayette - Lafayette
Université d'État de Louisiane - Bâton-Rouge, dit « LSU »
Université d'État McNeese - Lac Charles
Maryland
Université du Maryland - College Park (siège)
Université du Maryland, comté de Baltimore – Catonsville
Massachusetts
Université du Massachusetts - (5 campus, le siège étant à Amherst)
Université du Nord-Est - Boston
Michigan
Université du Michigan - (3 campus, le siège étant à Ann Arbor)
Université d'État du Michigan - East Lansing
Université du Centre du Michigan – Mount Pleasant
Université d'État de Grand Valley – Allendale (banlieue de Grand Rapids)
Université de l'Est du Michigan – Ypsilanti
Université de l'Ouest du Michigan – Kalamazoo
Université du Nord du Michigan – Marquette
Minnesota
Université du Minnesota - Twin Cities (Minneapolis-Saint Paul)
Mississippi
Université du Mississippi (Ole Miss) - Oxford
Université d'État du Mississippi - Starkville
Université d'État Alcorn - Lorman (HBCU)
Université d'État de la Vallée du Mississippi - Itta Bena (HBCU)
Université du Sud du Mississippi, dit « Southern Miss » – Hattiesburg
Missouri
Université du Missouri à Columbia
Université du Missouri à Kansas City
Université d'État du Sud du Missouri (en)
Montana
Université du Montana - Missoula
Nebraska
Université du Nebraska - Lincoln
Nevada
Université du Nevada à Las Vegas, dit « UNLV »
Université du Nevada à Reno
New Jersey
Université Rowan - Glassboro
Université Rutgers - New Brunswick
New YorkUniversité de la ville de New York, 15 sites à New York
Université d'État de New York, 63 sites dont quatre campus principaux à Albany, à Binghamton, à Buffalo et à Stony Brook
Nouveau-Mexique
Université du Nouveau-Mexique – Albuquerque
Université d'État du Nouveau-Mexique – Las Cruces
New Mexico Institute of Mining and Technology – Socorro
Ohio
Université d'État de l'Ohio - Columbus
Université d'Akron - Akron
Université d'État de Bowling Green - Bowling Green
Université d'État de Cleveland - Cleveland
Université de Cincinnati - Cincinnati
Université d'État de Kent - Kent
Université Miami - Oxford
Université de l'Ohio – Athens
Université de Toledo - Toledo
Oregon
Université de l'Oregon - Eugene
Université d'État de l'Oregon - Corvallis
Oregon Health & Science University
Pennsylvanie
Université de Pittsburgh

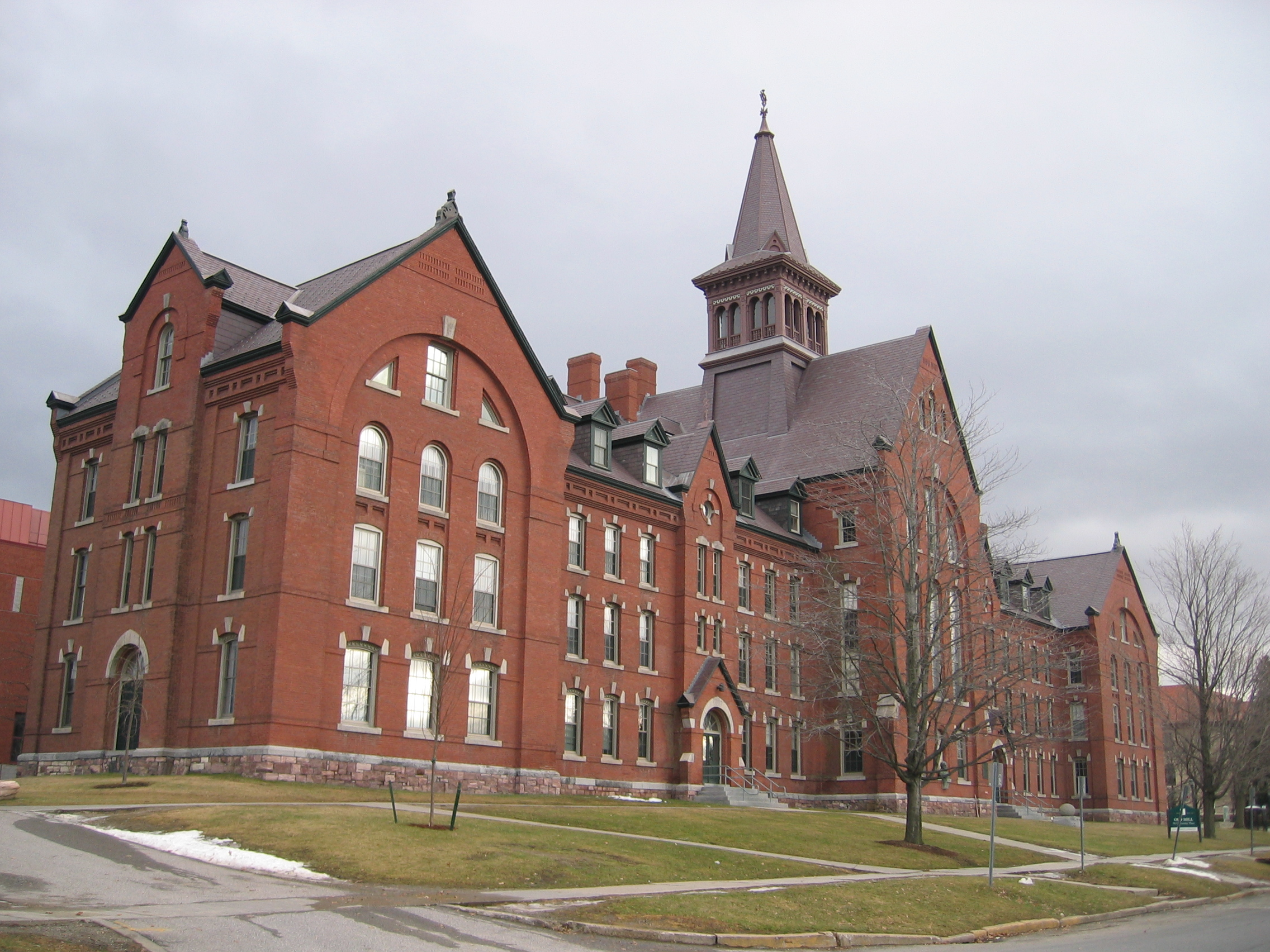
Université du Vermont, Old Mill Building.

Université d'État de Pennsylvanie - University Park
Université Temple - Philadelphie
Université d'Indiana en Pennsylvanie
Tennessee
Université du Tennessee - Knoxville
Université du Tennessee à Chattanooga – Chattanooga
Université du Tennessee à Martin – Martin
Université de Memphis – Memphis
Université d'État du Tennessee – Nashville (HBCU)

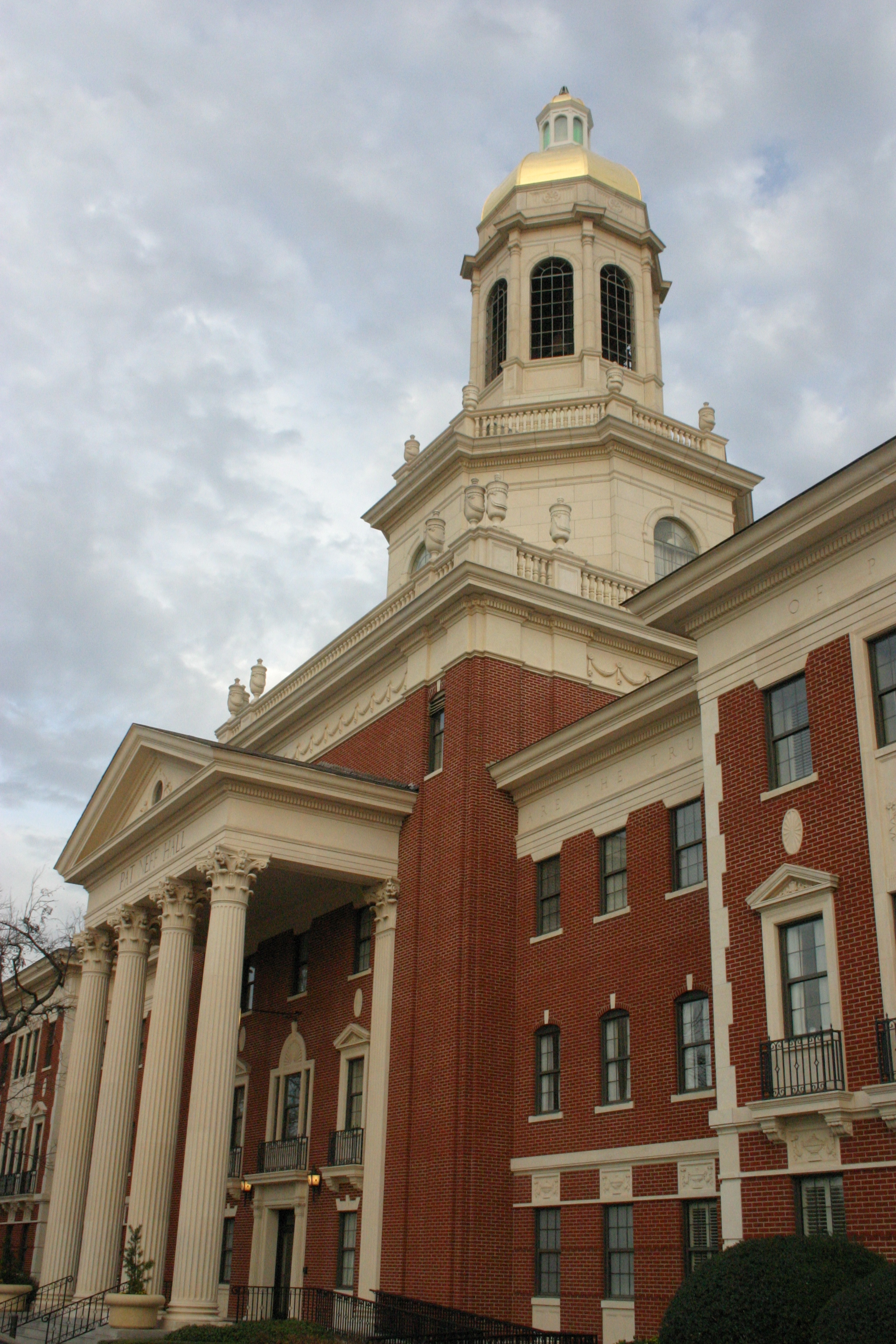
Université Baylor, Waco (Texas)

Texas
Université du Texas (neuf campus et six hôpitaux universitaires, le siège étant à Austin)
Université d'État Angelo
Université Lamar
Institut de technologie Lamar
Lamar State College-Orange
Lamar State College-Port Arthur
Université d'État Sam Houston
Université d'État Sul Ross
Université d'État du Texas, à San Marcos
Université A&M du Texas, à College Station
Université Texas Tech
Université de Houston
Université du Sud du Texas (en) (HBCU) dit « TSU »
Université Texas Tech, à Lubbock
Utah
Université de l'Utah - Salt Lake City
Université d'État de l'Utah – Logan
Université de la vallée de l'Utah – Orem
Collège Broadview – West Jordan
Université d'État de Weber – Ogden
Université Brigham-Young – Provo
Vermont
Université du Vermont - Burlington
Virginie
Université de Virginie - Charlottesville
Université Christopher Newport - Newport News
Université George-Mason - Fairfax
Université James Madison - Harrisonburg
Université Longwood - Farmville
Université de Mary Washington - Fredericksburg
Université d'État de Norfolk – Norfolk (HBCU)
Université Old Dominion – Norfolk
Université de Radford – Radford
University of Virginia's College at Wise (en) - Wise
Richmond University (en) - Richmond
Université du Commonwealth de Virginie - Richmond
Institut militaire de Virginie - Lexington
Institut polytechnique et université d'État de Virginie, dit Virginia Tech - Blacksburg
Université d'État de Virginie - Petersburg (HBCU)
Collège de William et Mary – Williamsburg
Virginie-Occidentale
Université de Virginie-Occidentale - Morgantown
Université Marshall – Huntington
Washington
Université de Washington - Seattle
Université d'État de Washington - Pullman
Université de l'Est de Washington (en) – Cheney
Université de l'Ouest de Washington – Bellingham
Université de Puget Sound - Tacoma
Wisconsin
Université du Wisconsin à Madison, Madison (siège)
Université du Wisconsin à Milwaukee, Milwaukee
Université du Wisconsin à Eau Claire, Eau Claire
Wyoming
Université du Wyoming - Laramie

## Liste des universités privées américaines

### Universités privées de Californie

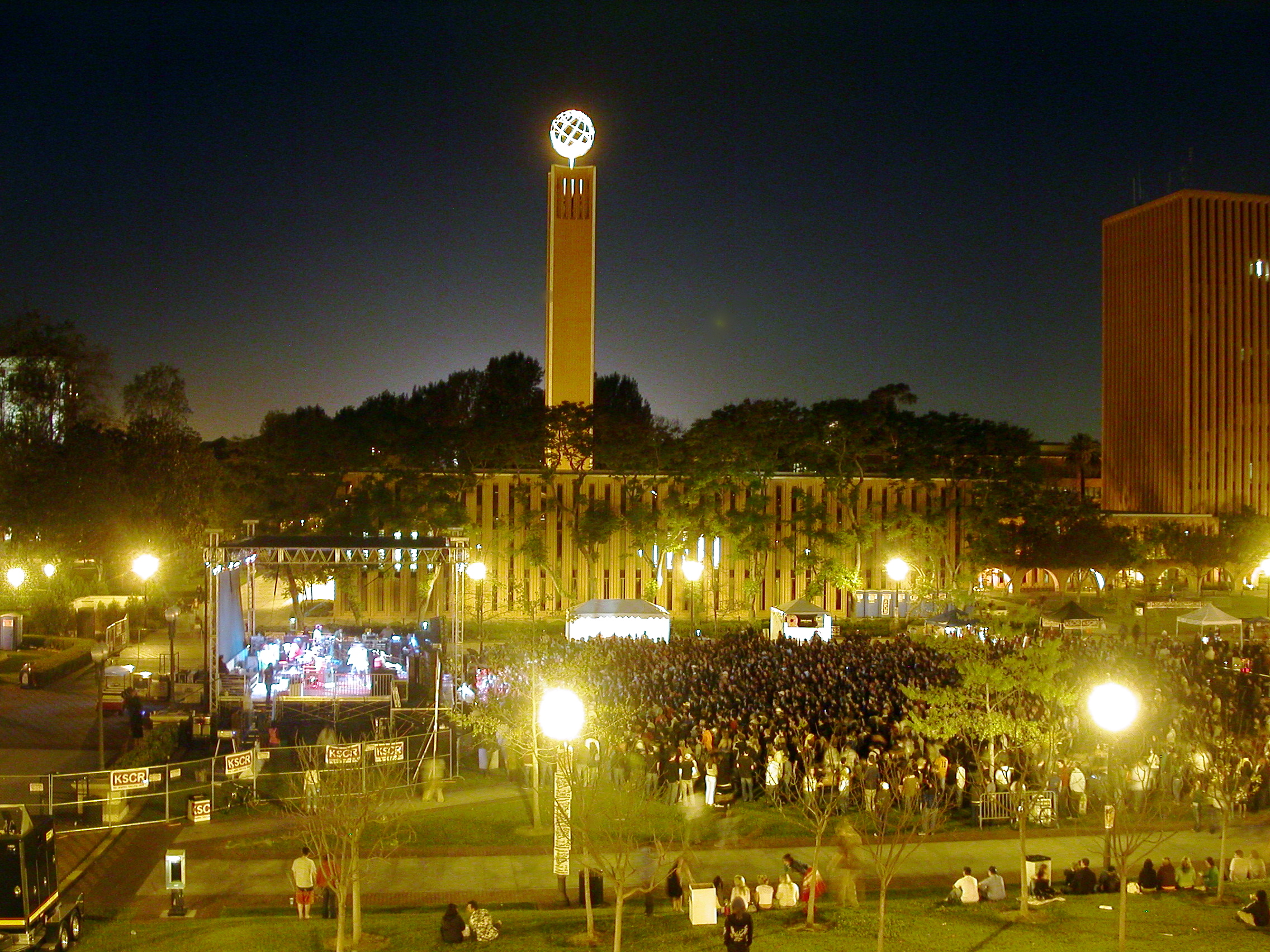
Fête du printemps, USC

- Université Stanford, à Palo Alto, dans la baie de San Francisco
- Université de Loma Linda, à Loma Linda
- Université de San Francisco (USF), université jésuite et catholique, située dans la ville de San Francisco
- Université de Californie du Sud (USC), à Los Angeles
- California Institute of Technology, dit « Caltech, » université très sélective à Pasadena, dans la banlieue de Los Angeles

### Universités privées du Texas
- Université Rice, à Houston
- Université de Dallas, à Irving
- Université méthodiste du Sud, à Dallas
- Université Baylor, à Waco
- Université chrétienne du Texas, à Fort Worth

### Universités privées de l'État de New York

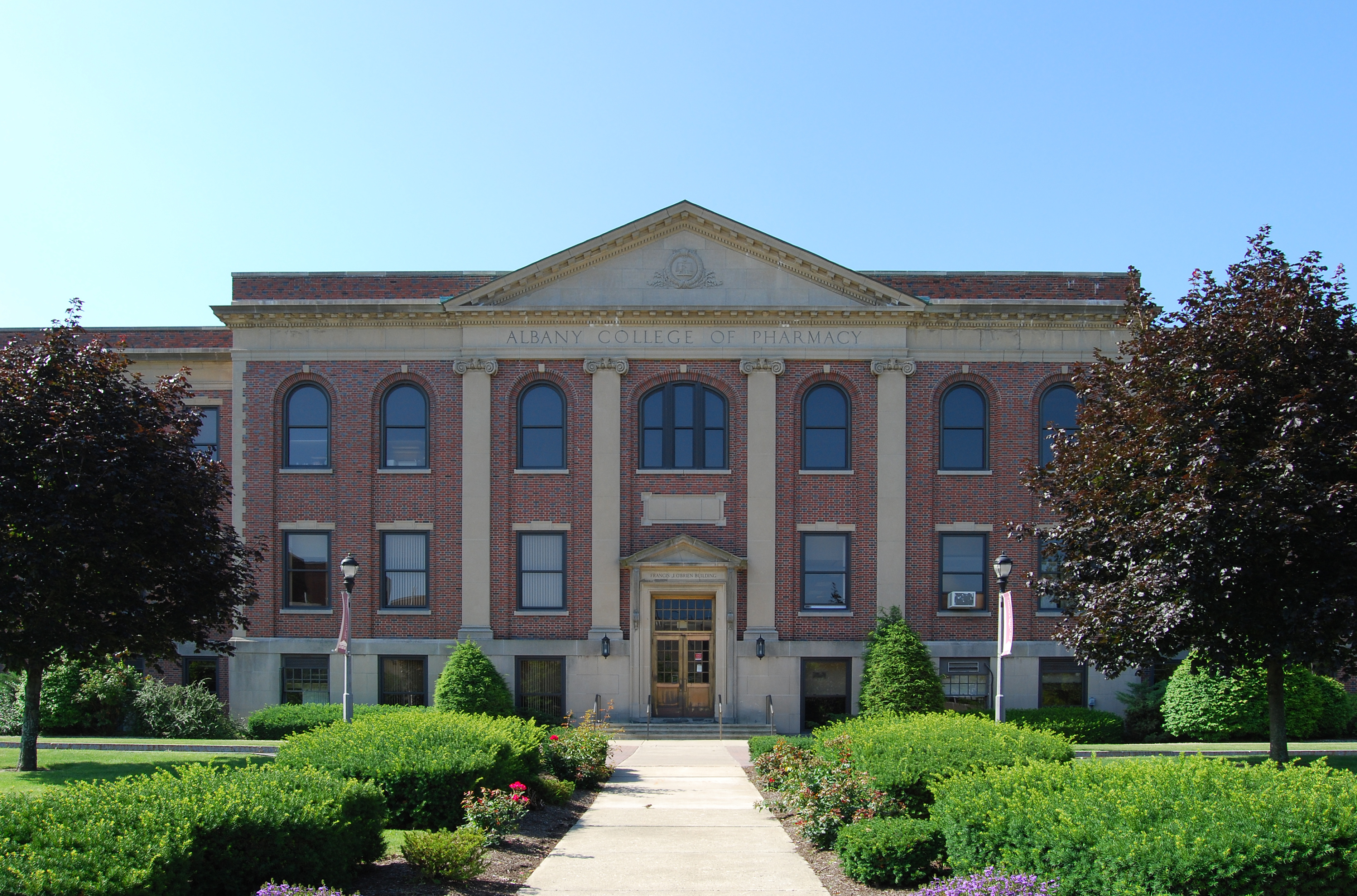
Albany College of Pharmacy and Health Sciences, Albany, New York.

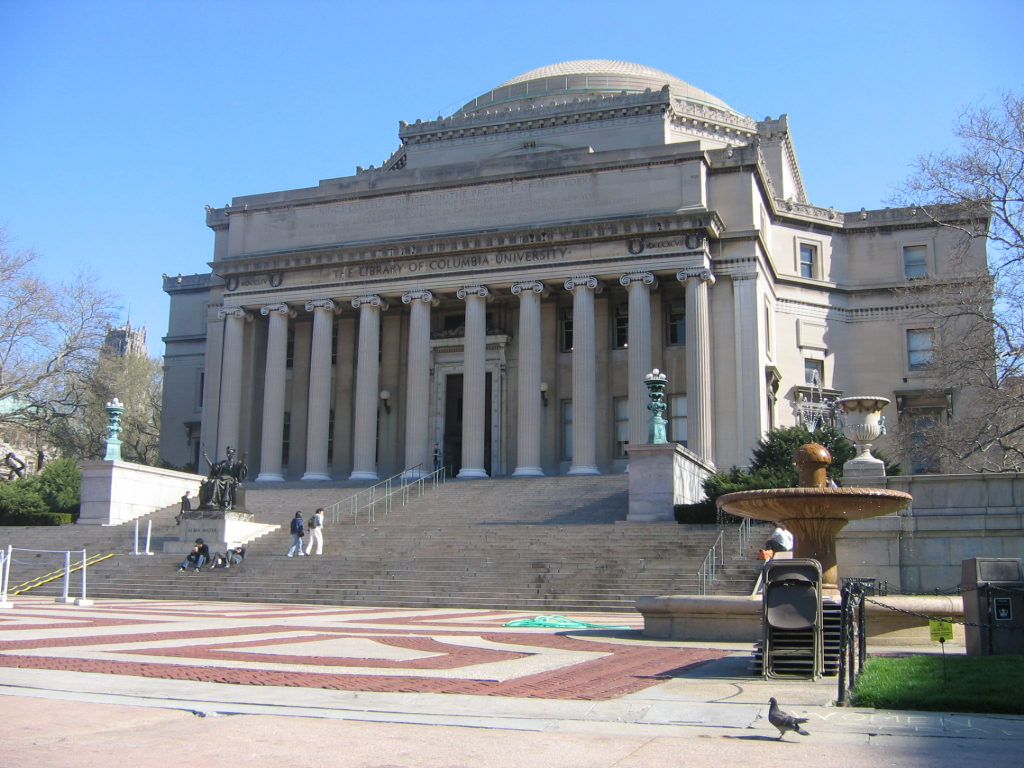
Université Columbia, Low Memorial Library, New York.

- Albany College of Pharmacy and Health Sciences à Albany, New York
- Université Columbia, à New York
- Université Cornell, à Ithaca
- Université Fordham, à New York
- Université de New York, à New York
- Université de Niagara, à Lewiston
- Institut polytechnique Rensselaer, à Troy
- Université Rockefeller, à New York
- Université de Saint John, à New York
- Université de Syracuse, à Syracuse
- Université de Rochester, à Rochester
- Université Yeshiva, à New York

### Grandes universités privées (hors de Californie, Texas, État de New York)
- American University, à Washington

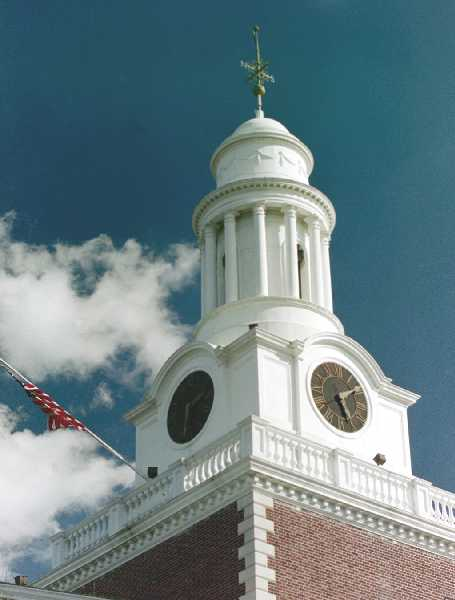
New Jersey College

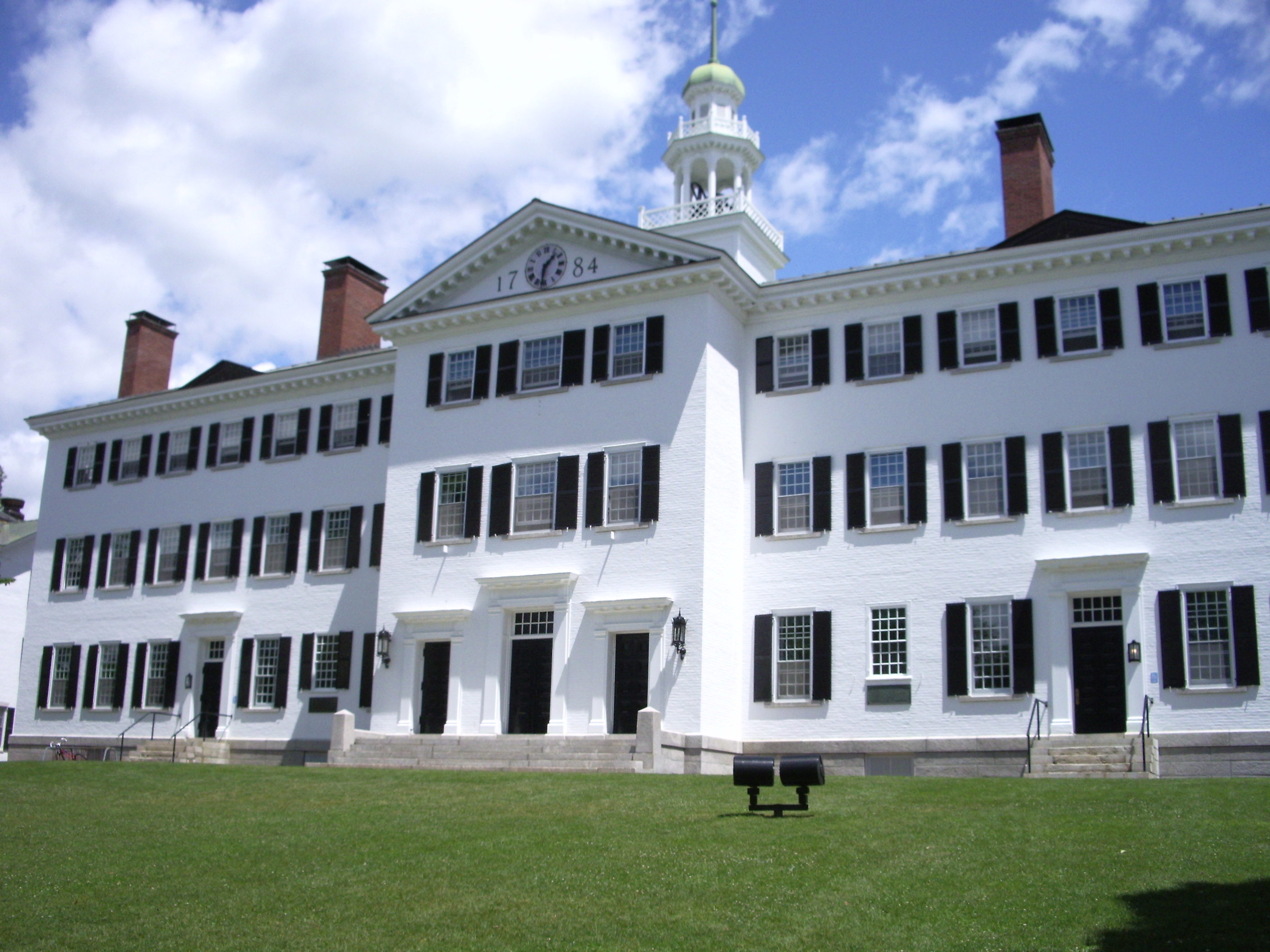
Dartmouth College, New Hampshire

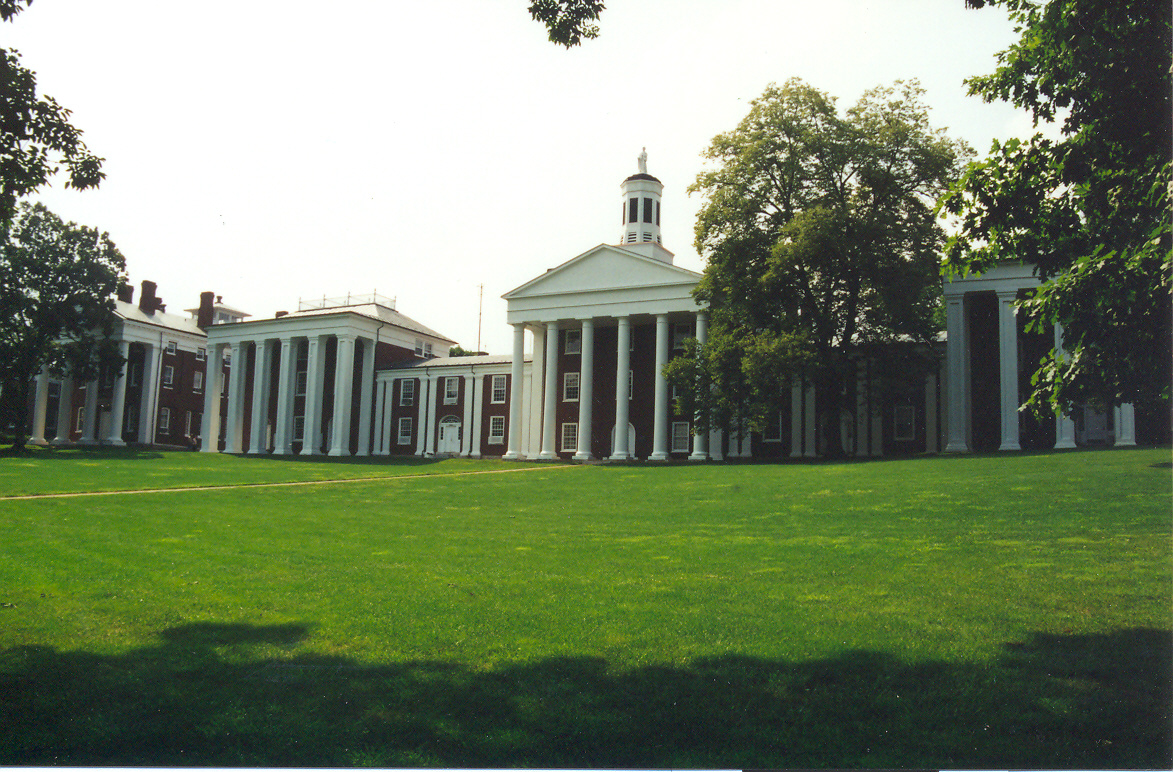
Washington and Lee University, Lexington, Virginie

- Université Andrews, à Berrien Springs (Michigan)
- Boston College
- Université de Boston
- Université Brown, à Providence (Rhode Island)
- Université Carnegie-Mellon, à Pittsburgh (Pennsylvanie)
- Université Case Western Reserve à Cleveland (Ohio)
- Université catholique d'Amérique, à Washington
- Dartmouth College, à Hanover (New Hampshire)
- Université Duke, à Durham (Caroline du Nord)
- Université Emory, à Atlanta (Géorgie)
- Université de Georgetown, à Washington
- Université George Washington, à Washington
- Université Harvard, à Cambridge (Massachusetts) (fondée en 1636)
- Université Johns-Hopkins, à Baltimore (Maryland)
- Massachusetts Institute of Technology, dit « MIT », à Cambridge
- Middlebury College, à Middlebury (Vermont)
- Mount Sinai School of Medicine, à New York
- Université de Chicago
- Université Northwestern, dans la banlieue de Chicago
- Université de Princeton, à Princeton (New Jersey) (fondée en 1746)
- Université Tufts, dans la banlieue de Boston
- Université Tulane, à La Nouvelle-Orléans (Louisiane)
- Université de Miami
- Université de Notre-Dame-du-Lac, à South Bend (Indiana)
- Université de Pennsylvanie (fondée par Benjamin Franklin en 1749, aujourd'hui privée), à Philadelphie
- Université Vanderbilt, à Nashville, Tennessee
- Université Washington à Saint-Louis, à Saint Louis (Missouri)
- Université Yale, à New Haven (Connecticut)
- Université Brigham-Young, à Provo (Utah)